# Platygaster microsculpturata
Platygaster microsculpturata (лат.) — вид мелких наездников из семейства Platygastridae. Европа: Дания. Длина тела около 1,8 мм. Основная окраска чёрная, ноги красноватые. Усики 10-члениковые. Брюшко составляет одну и две трети длины головы и мезосомы вместе взятых, в 2,2 раза больше длины мезосомы и 0,8 раза в ширину. Первый тергит T1 гладкий, с 2-мя килями; Т2 с несколькими короткими бороздками между базальными ямками и несколькими слабыми следами бороздок за ямками, остальная часть тергита почти гладкая; Т3 и Т4 с продольной морщинистостью, кроме середины и по краям; T5 с такой морщинистостью по всей ширине, кроме краев; Т6 почти ровный. 2 стернит спереди без бугорка; Т4 — Т6 умеренно уплощенные (ширина Т5 вдвое больше высоты), стыки между тергитами не утолщены. Сходен с видом Platygaster cyrsilus. Вид был впервые описан в 1999 году датским энтомологом Петером Булем (Peter Neerup Buhl, Дания) вместе с Platygaster praecox и Platygaster inconspicua.